# Bages, Katalonien
Bages är ett grevskap, comarca, i centrala Katalonien, i Spanien. Huvudstaden heter Manresa, med 76170 innevånare 2013.

## Kommuner
Bages är uppdelat i 35 kommuner, municipis.

- Aguilar de Segarra
- Artés
- Avinyó
- Balsareny
- Calders
- Callús
- Cardona
- Castellbell i el Vilar
- Castellfollit del Boix
- Castellgalí
- Castellnou de Bages
- L'Estany
- Fonollosa
- Gaià
- Manresa
- Marganell
- Moià
- Monistrol de Calders
- Monistrol de Montserrat
- Mura
- Navarcles
- Navàs
- El Pont de Vilomara i Rocafort
- Rajadell
- Sallent de Llobregat
- Sant Feliu Sasserra
- Sant Fruitós de Bages
- Sant Joan de Vilatorrada
- Sant Mateu de Bages
- Sant Salvador de Guardiola
- Sant Vicenç de Castellet
- Santa Maria d'Oló
- Santpedor
- Súria
- Talamanca